# ميناء داليان
ميناء داليان (بالصينية: 大连港) الواقع في خليج داليان في الطرف الجنوبي من شبه جزيرة لياودونغ، في جمهورية الصين الشعبية وهو البوابة البحرية للمنطقة إلى المحيط الهادئ لينفتح ويواجه العالم الخارجي يعتبر من اقدم الموانئ في الصين حيث بدأ بنائه في عام 1899، وتم نقل ميناء داليان رسميًا إلى الحكومة الشعبية المركزية لجمهورية الصين الشعبية من قبل الجيش السوفييتي في عام 1951؛ وتم نقل وإعادة بناء منطقة الميناء القديم لميناء داليان في عام 1951 ، تم اختياره في «قائمة حماية التراث الصناعي الصيني (الدفعة الثانية)» برعاية إدارة تنسيق العلوم والدعاية الصينية وبرعاية مشتركة من قبل معهد أبحاث إستراتيجية ابتكار العلوم والتكنولوجيا والجمعية الصينية للتخطيط الحضري عام 2019،
اعتبارًا من عام 2015، بلغت مساحة ميناء داليان 346 كيلومترًا مربعًا، بواقع منطقة ميناء أساسية تبلغ حوالي 18 كيلومترًا مربعًا، ومساحة أرض تبلغ 15 كيلومترًا مربعًا، ومنطقة ميناء جمركية تبلغ 6.88 كيلومترًا مربعًا، وقدرة استيعاب للحاويات تبلغ 16 مليون حاوية. في عام 2017، حقق ميناء داليان حركة شحن تقارب 451 مليون طن، واعتبارًا من يوليو 2019، تم تخصيص الميناء ليعمل بشكل رئيسي في النفط الخام،

## التجارة الاساسية
وفقًا للموقع الرسمي لميناء داليان في مايو 2020، يعمل ميناء داليان بشكل أساسي في تحميل وتفريغ النفط الخام والنفط المكرر والكيماويات السائلة وخدمات التخزين والنقل وخدمات نقل الركاب. يشمل نطاق تشغيل ميناء داليان بشكل أساسي أربع مناطق رئيسية هي Dagang و Xianglujiao و Dalian Bay و Dayao Bay. بالإضافة إلى مهام تجميع السكك الحديدية وتوزيعها لشركات المحطات المهنية الكبرى في الميناء، فهي مسؤولة أيضًا عن مصنع بناء السفن الجديد، والغاز الثاني، ومحطة الطاقة Beihai ، و Xianghai. استحوذت محطة الطاقة ومحطة Donghai Power والعديد من الشركات المحيطة الأخرى على مركبات السكك الحديدية وأرسلتها.